# 美国F1车队
美国F1车队（US F1 Team）2009年2月25日成立于美国北卡罗莱纳州的夏洛特。由前威廉姆斯车队经理、现美国F1电视直播员皮特·温瑟尔(Peter Windsor)和曾于80年代任F1车队技术总监的赛车工程师肯·安德森(Ken Anderson)联手创建。安德森担任领队，温瑟尔担任运动总监，两人分别负责技术工程和车队运营。美国F1车队原本将会参加2010年世界一级方程式锦标赛，但因資金不足等等原因退出2010年世界一级方程式锦标赛。

## 两位创始人

### 肯·安德森
- 1984年至1988年，CART(印第赛车前身)朋斯克车队技术总监
- 1989年，利吉尔F1车队技术总监
- 1990年，昂尼克斯F1车队(Onyx Grand Prix)技术总监
- 1991年至1992年，NASCAR甘纳西车队技术总监
- 1993年，CART弗耶特车队技术总监
- 1994年，CART贝腾豪森车队技术总监
- 1995年至1996年，布拉德利(CART/IRL)车队技术总监，1996年夺取冠军
- 1997年，G-Force赛车竞赛支持，该车赢得当年印地500大赛冠军
- 1998年，威尔斯(CART)车队竞赛工程师
- 2000年至2001年，丰田大西洋赛事工程师；继续设计印地赛车
- 2002年，设计了猎鹰(Falcon)印地赛车
- 2003年至2005年，哈斯(CNC)车队技术总监
- 2006年至2007年，Windshear全尺寸风洞设计师和技术总监

### 皮特·温瑟尔
- 15岁，首次涉足赛车，在英国的一场比赛中任旗号干事，是当时最年轻的旗号干事。
- 17岁，加入澳大利亚汽车运动俱乐部(AARC)。
- 1960年起涉足F1，为英国的赛车杂志，如《Autosport》和《Motoring News》撰写比赛报道。
- 1972年，加入《Competition Car》杂志。
- 1975年，加入《Autocar》杂志任赛车版编辑，是当时该社最年轻的编辑，并在后来赢得五个记者奖项。
- 1978年，帮助F1威廉姆斯车队筹钱；帮助阿根廷车手克洛斯-鲁伊特曼(Carlos Reutemann)加盟法拉利车队、莲花车队和威廉姆斯车队。随后帮助英国车手尼格-曼塞尔筹钱参加F3赛事，并将他带入F1威廉姆斯车队。
- 1985年，成为威廉姆斯F1车队赞助部门经理。再此期间他与安德森的朋斯克车队建立合作关系，让威廉姆斯F1赛车使用朋斯克的减震器。
- 1988年，企图收购威廉姆斯车队但因为合伙人的问题而失败。
- 1989年，加盟法拉利车队下属的GTO有限公司。
- 1991年，回归威廉姆斯车队，作为测试队主管。
- 1990年，重操记者职业，先后加盟福克斯体育台、速度电视台和《F1 Racing》杂志。

## 赞助商
- YouTube

## 官方网站
- US F1 Team （页面存档备份，存于）